# Luciano Agra
José Luciano Agra de Oliveira (Campina Grande, 25 de novembro de 1952 – João Pessoa, 10 de dezembro de 2014) foi um arquiteto e político brasileiro.
Nasceu na cidade do Ingá-PB, filho de Tibúrcio Valeriano de Oliveira (ex-prefeito do Ingá) e Neusa Agra de Oliveira, tendo como irmãos Zelia Maria de Oliveira Ferreira, Maria Anunciada Agra Salomão e José Roberto Agra de Oliveira.
Formou-se em Arquitetura pela Universidade Federal de Pernambuco, posteriormente se especializando na área de Urbanismo. Em 1982, ingressa na UFPB através de concurso público, para o Departamento de Arquitetura e Urbanismo. Concluiu Mestrado em Engenharia Civil pela UFPB em 2006. Foi secretário de Planejamento da Prefeitura Municipal de João Pessoa de 2005 até 2008, quando sai para candidatar-se a vice-prefeito na chapa com Ricardo Coutinho, eleitos no primeiro turno. Tornou-se prefeito de João Pessoa, capital da Paraíba, entre 31 de março de 2010 e 1 de janeiro de 2013 pelo PSB.
Faleceu na noite de 10 de dezembro de 2014, no Hospital Memorial São Francisco em João Pessoa, após ter sido vitimado por um acidente vascular cerebral hemorrágico (AVCH). 
Luciano Agra foi casado com Wellintânia Freitas, ex Secretária Adjunta de Meio Ambiente da Prefeitura de João Pessoa. Teve um única filha, Barbara Meira de Oliveira.

## Biografia
Formou-se em Arquitetura pela UFPE com mestrado em Engenharia civil na UFPB. Dentre os cargos que já ocupou destacam-se os de diretor técnico da Companhia de Pró-Desenvolvimento de Campina Grande, de secretário executivo da Comissão Estadual de Gerenciamento Costeiro e de coordenador da Câmara Especializada de Arquitetura do CREA/PB, além de ter atuado como arquiteto nas prefeituras de João Pessoa e Campina Grande e no governo do estado da Paraíba. Foi também secretário municipal de planejamento durante o primeiro mandato, e parte do segundo, de Ricardo Coutinho como prefeito de João Pessoa.

## Carreira Política
Filiado ao PSB, concorreu em uma "chapa pura" como candidato a vice-prefeito de João Pessoa na chapa encabeçada por Ricardo Coutinho (então candidato à reeleição) nas eleições municipais de 2008, sendo eleito em 1º turno junto com o titular com cerca de 74% dos votos válidos.
Por causa da renúncia de Coutinho à prefeitura de João Pessoa para a disputa de sua campanha vitoriosa ao governo da Paraíba nas eleições de 2010, Agra é empossado como prefeito da capital paraibana em 31 de março de 2010.
Em 2012, com sua gestão chegando à marca 70% de aprovação renuncia à pré-candidatura das eleições municipais em João Pessoa em carta aberta. Após reafirmar publicamente seu desejo de concorrer à prefeitura municipal de João Pessoa, registra sua pré-candidatura no PSB mas fica fora da disputa, perdendo nas prévias do partido para Estelizabel Bezerra, nome apoiado pelo governador Ricardo Coutinho e por 69% dos filiados ao PSB presentes na convenção.
Após ocorrido, rompe politicamente com Ricardo Coutinho, se desfilia do PSB, se filia ao PEN, anunciando posteriormente uma aliança política com o então deputado estadual Luciano Cartaxo, candidato do PT, que na época não passava de 4% das intenções de voto, mas que com o decisivo apoio de Luciano Agra, é eleito prefeito municipal da capital paraibana com mais de 68% dos votos no 2° turno para o mandato 2013-2016, deixando Estelizabel Bezerra e José Maranhão de fora.
Em 2014, foi candidato a suplente de senador do ex-deputado federal e ex-senador Wilson Santiago do PTB, que termina a eleição e não se elege.